# Rijk van Dam
Rijk van Dam (ur. 8 sierpnia 1952 w Lochem) – holenderski polityk, deputowany do Parlamentu Europejskiego (1997–2004).

## Życiorys
Kształcił się w zakresie prawa podatkowego na Uniwersytecie w Lejdzie. Zaangażował się w działalność religijnej partii protestanckiej pod nazwą Polityczna Federacja Reformowanych (RPF). Pracował w administracji fiskalnej i w klubie poselskiej swojego ugrupowania, z którym w 2001 przystąpił do ChristenUnie.
Był radnym rady prowincji w Geldrii (1989–1997) i radnym miejskim w Barneveld (1994–1998). W 1997 z ramienia koalicji RPF-GPV-SGP objął mandat posła do Parlamentu Europejskiego IV kadencji. Dwa lata później z powodzeniem ubiegał się o reelekcję na V kadencję. Należał do Grupy Niezależnych na rzecz Europy Narodów, następnie do Grupy na rzecz Europy Demokracji i Różnorodności. Był wiceprzewodniczącym Komisji Polityki Regionalnej, Transportu i Turystyki (od 1999). W PE zasiadał do 2004.
1 października 2004 został dyrektorem wykonawczym Europejskiej Koalicji na rzecz Izraela, powołanej przez organizacje chrześcijańskie i działającej na rzecz współpracy Unii Europejskiej z Izraelem.